# جدجد ثنائي البقع
جدجد ثنائي البقع أو صرصور الحقل الأسود أو ذو النقطتين (الاسم العلمي:Gryllus bimaculatus) هو نوع من الحشرات يتبع جنس الجدجد من فصيلة الجداجد الحقيقية.